# Cassino (Lácio)
Cassino é uma comuna italiana da região do Lácio, província de Frosinone, com cerca de 32.586 habitantes. Estende-se por uma área de 82 km², tendo uma densidade populacional de 397 hab/km². Faz fronteira com Cervaro, Pignataro Interamna, Rocca d'Evandro (CE), San Vittore del Lazio, Sant'Apollinare, Sant'Elia Fiumerapido, Terelle, Villa Santa Lucia.
A Abadia de Monte Cassino, localizada no monte de mesmo nome, deu origem à Ordem de São Bento.

## Demografia
| Variação demográfica do município entre 1861 e 2011                               |
|                                                                                   |
| Fonte: Istituto Nazionale di Statistica (ISTAT) - Elaboração gráfica da Wikipedia |